# Akram Chekhchoukh
Akram Chekhchoukh, né le 10 juillet 2004, est un haltérophile algérien.

## Carrière
Akram Chekhcoukh remporte aux Championnats d'Afrique d'haltérophilie 2023 à Tunis la médaille d'or à l'arraché, la médaille d'argent au total et la médaille de bronze à l'épaulé-jeté dans la catégorie des moins de 67 kg.
Dans cette même catégorie, il est triple médaillé d'or aux Championnats d'Afrique d'haltérophilie 2024 à Ismaïlia et obtient lors des Jeux africains à Accra la même année deux médailles d'argent, à l'épaulé-jeté et au total, ainsi qu'une médaille de bronze à l'arraché.